# 201 Portage
Das 201 Portage (auch: CanWest Global Place) ist ein hohes Bürogebäude in Winnipeg, Manitoba, Kanada.
Das Gebäude befindet sich an der Kreuzung Portage and Main. Es verfügt über 34 Etagen und erreicht eine Höhe von 128 Metern. Das Gebäude wurde zwischen 1988 und 1990 von der Toronto-Dominion Bank errichtet. Die Baukosten beliefen sich auf 38 Millionen Dollar.
Das Gebäude befindet sich im Eigentum von Creswin Properties, ein privatgeführtes Immobilienunternehmen, welches von der Asper Familie betrieben wird.

## Geschichte
Durch den Baustart des Gebäudes wurde das vorher auf dem Gelände bestehende Gebäude, welches als Childs Building (auch: McArthur Building) bekannt war abgerissen. Ursprünglich war ein zweites Gebäude mit 30 Etagen geplant. Dieses wurde jedoch nicht realisiert.

## Nutzung
Das Gebäude wurde nach Fertigstellung von dem kanadischen Unternehmen CanWest gekauft und diente als Hauptsitz. Am 1. September 2008 bezog der Fernsehsender Global Winnipeg (KKND-DT) das Gebäude. Seit der Übernahme von Global TV durch Shaw Media, befinden sich im dreißigsten Stock die Sendestudios von Global Winnipeg (CKND). Ende 2012 bezog das kanadische Unternehmen RBC-Dominion Securities die obersten Stockwerke. Neben weiteren Mietern in dem Gebäude befinden sich im Erdgeschoss und der Empfangshalle mehrere Einkaufsgelegenheiten, Restaurants und Cafe's. Aufgrund der zentralen Lage des Gebäudes, wurde 2009 ein großer Bildschirm installiert, welcher Werbung, Nachrichten, Wetter und weitere lokale Informationen anzeigt.

## Galerie

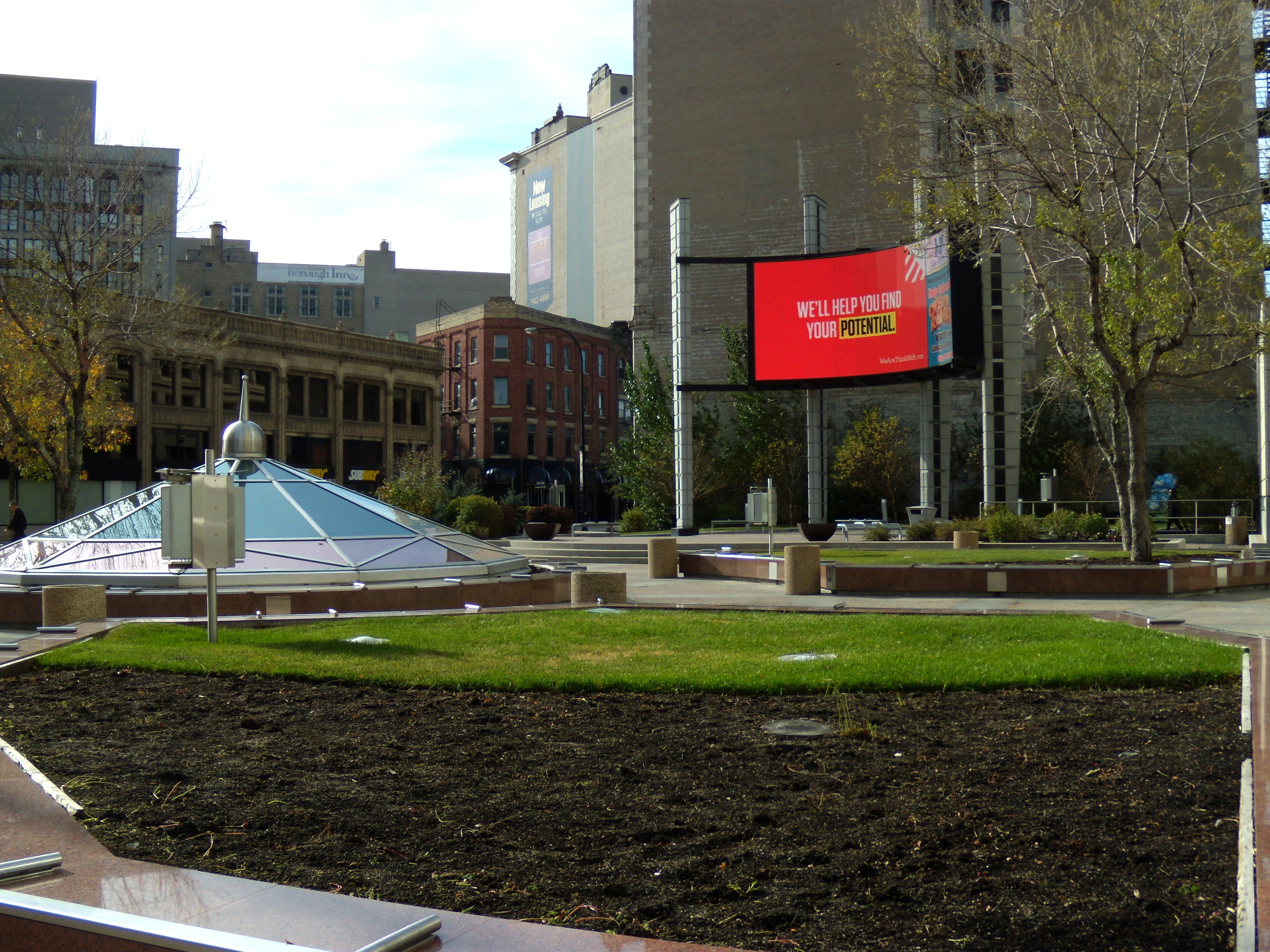
201 Portage Vorplatz mit Skylight zum Winnipeg Square
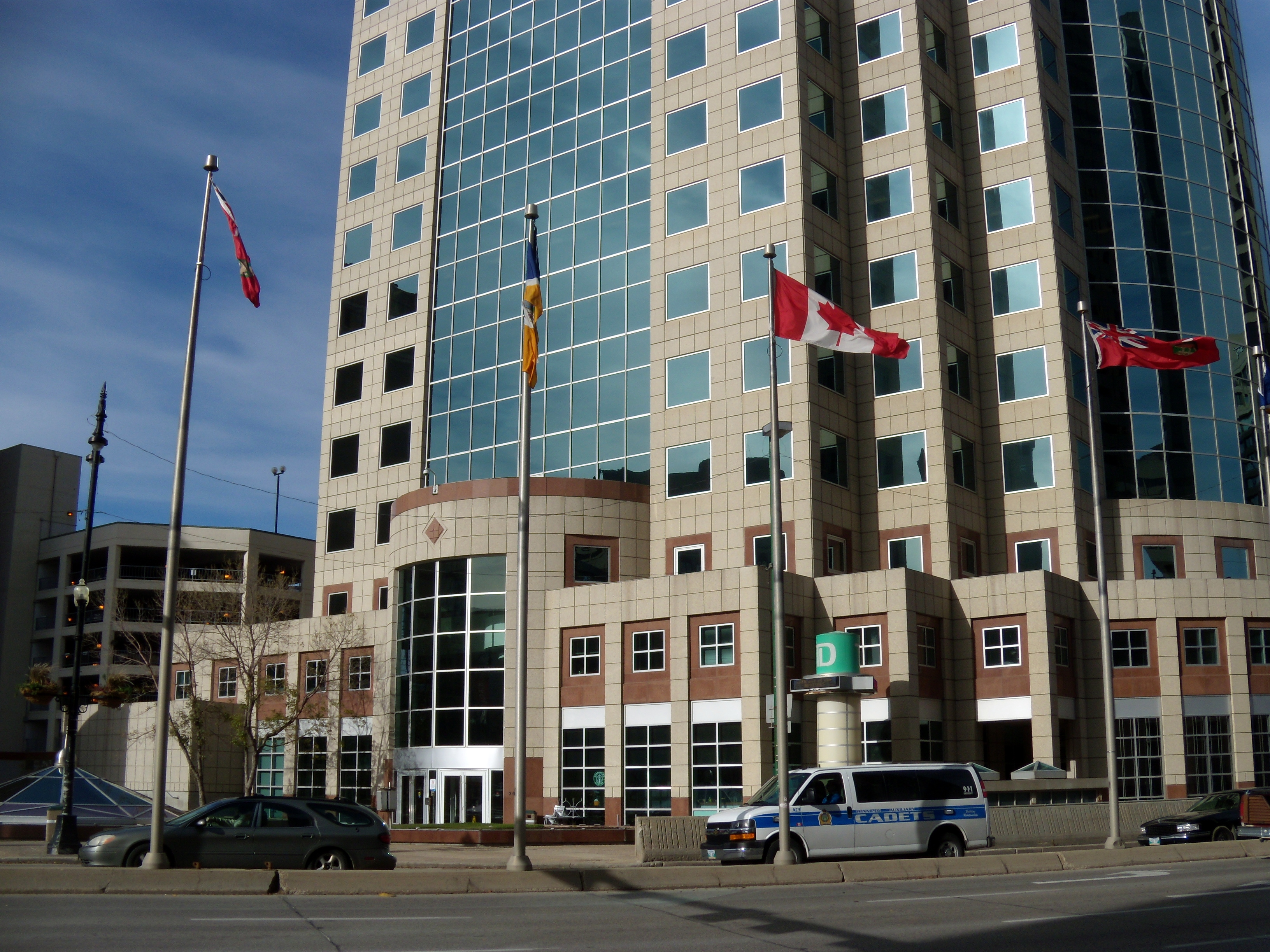
Eingangsbereich zum Gebäude
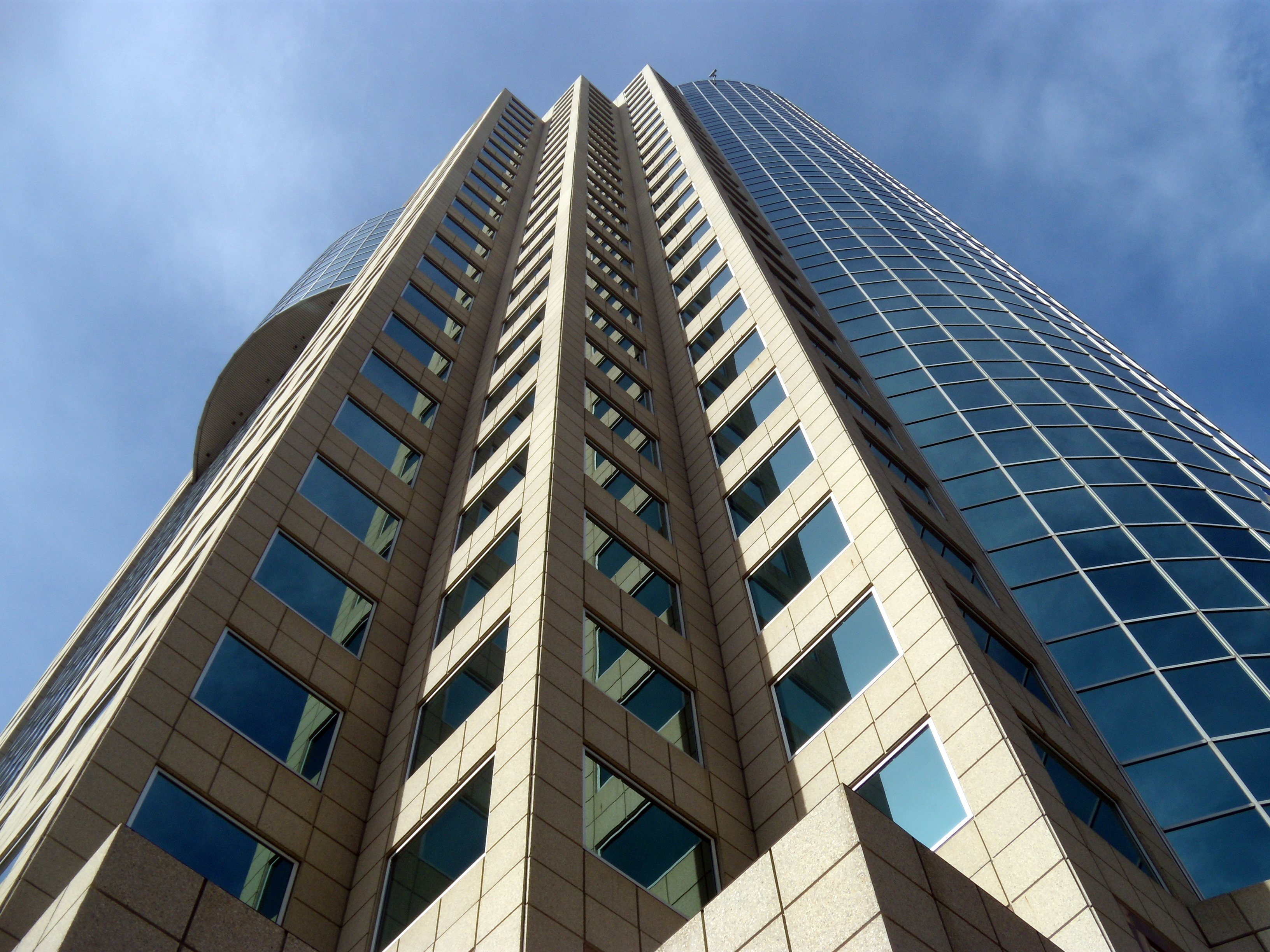
201 Portage Gebäude